# Grigori Rodchenkov
Grigori Mijáilovich Ródchenkov (en ruso: Григóрий Миха́йлович Рóдченков; nacido 24 de octubre de 1958) es el anterior director del Centro Antidopaje de Moscú (RUSADA), el cual estuvo suspendido por la Agencia Mundial Antidopaje (WADA) en noviembre de 2015.

## Vida y carrera
En 2016, cooperó y delató al llamado "Dopaje de Estado" de los deportistas rusos durante las olimpiadas de Pekín y Sochi. Gracias a su colaboración finalmente los deportistas rusos no fueron autorizados para participar en representación de Rusia en las justas de Pyeongchang, aunque han podido hacerlo bajo bandera olímpica y estrictas condiciones.
En 2006, Ródchenkov se convirtió en el director del laboratorio del Centro Antidopaje de Moscú. Él y su hermana, la corredora Marina Ródchenkova, estaban bajo investigación en 2011 por vender fármacos ilegalmente. Ródchenkov fue hospitalizado en marzo de 2011 por un intento de suicidio, y más tarde fue diagnosticado con desorden de la personalidad exacerbado por tensión. Los cargos finalmente fueron retirados, pero su hermana estuvo condenada y sentenciada a un año y medio en prisión.
El periodista británico Nick Harris dijo que él (Harris) había contactado al Comité Olímpico Internacional con alegaciones sobre el laboratorio a inicios de julio de 2013. En noviembre de 2015, el laboratorio estuvo suspendido por el Agencia Mundial Antidopaje (WADA) basándose en un informe sobre el patrocinio de Rusia para un programa de dopaje a sus deportistas. Temiendo por su seguridad,  huye a los Estados Unidos.
Ródchenkov habló sobre el dopaje en las Olimpiadas de Sochi con Vitali Stepánov, quién grabó 15 horas de sus conversaciones sin su conocimiento. Ródchenkov también dio detalles a The New York Times, alegando que el Servicio Federal de Seguridad (FSB) estuvo implicado en cubrir las muestras positivas de dopaje.

En julio de 2016, el Informe McLaren, una investigación independiente encargada por WADA, corrobora la evidencia después de realizar entrevistas a los testigos, revisando miles de documentos, cyber análisis de discos duros, análisis forense de botellas de colección de muestra de orina, y análisis de laboratorio de muestras atletas individuales, "más la evidencia que estaba disponible en el momento."

## Reacciones
En los Juegos Olímpicos de Sochi 2014, el presidente ruso Vladímir Putin otorgó a Ródchenkov el Orden de la Amistad. En 2016, Putin llamó a Ródchenkov un "hombre con una reputación escandalosa".

## Documental
El 4 de agosto de 2017, se estrenó en la plataforma Netflix, el documental Ícaro del director Bryan Fogel, el cual se centra en las declaraciones de Grigori Ródchenkov sobre el programa de dopaje de Rusia y su participación en él. Donde se cuenta cómo pasó a estar bajo el programa de protección de testigos debido al gran riesgo que corría su vida, dado que delató a todo el equipo Ruso Olímpico por dopaje.